# LispKit Lisp
LispKit Lisp是Lisp语言的严格函数式子集（“纯Lisp”），它是作为函数式编程概念的测试台而开发的。它首先使用了对惰性求值的早期经验。在1980年开发者Peter Henderson，出版了用一种变体ALGOL语言写的基于SECD抽象机的实现。编译器和虚拟机都是高度可移植的，并已经在多种机器上实现。

## 基本函数
基本语言只提供了下列函数，但在Henderson的书中讨论了明确支持惰性求值和非确定性编程的扩展。
atom接受一个表达式，如果它的值是原子则返回 True；否则返回 False。
add接受两个表达式，返回它们的数值的和。
car接受其值为点对的一个表达式，返回这个点对的第一个值。
cdr接受其值为点对的一个表达式，返回这个点对的第二个值。
cons接受两个表达式，返回由它们的值构成的一个点对值。
div接受两个表达式，返回它们的数值的商。
eq接受两个表达式，如果它们的值相等则返回 True；否则返回 False。
if接受三个表达式，如果第一个为 True 则返回第二个的值，否则返回第三个的值。
lambda接受一个表达式，返回这个表达式为可求值的值。
let接受命名表达式的一个列表，返回这个列表为一个单一可求值的值。
letrec接受命名表达式的一个列表，返回这个列表为一个单一可求值的值。
leq接受两个表达式，如果第一个数值小于或等于第二个则返回 True；否则返回 False。
rem接受两个表达式，返回它们的数值的余数。
mu接受两个表达式，返回它们的数值的积。
quote接受一个表达式，返回这个表达式为一个值。
sub接受两个表达式，返回它们的数值的差。
函数lambda、let和letrec是类似的，但是在处理命名变量的方式上有着微妙的区别，故有不同的用处。lambda定义并返回一个函数，let把表达式赋值给变量名，而letrec本质上类似于let，除了它允许递归函数的定义之外。

## 引用
1. ↑  Henderson, Peter. . Prentice Hall. 1980  [2021-12-28]. ISBN 0-13-331579-7. （原始内容存档于2021-12-28）.
2. ↑  .   [2021-12-28]. （原始内容存档于2021-12-30）.

## 扩展阅读
- Peter Henderson, Geraint A. Jones, and Simon B. Jones, "The LispKit Manual" (ISBN 0-902928-18-X)